# Víctor Cullell i Comellas
Víctor Cullell i Comellas (Barcelona, 26 de setembre de 1976) ha estat secretari del Govern de la Generalitat (juliol 2017 - maig 2021). Anteriorment havia estat secretari per al Desenvolupament de l'Autogovern i director general d'Anàlisi i Prospectiva. També va actuar de secretari del Consell Assessor per a la Transició Nacional, des de l'abril del 2013 al setembre del 2014, òrgan adscrit a la conselleria de la Presidència de la Generalitat de Catalunya. Cullell, que va començar la seva trajectòria política com a militant de la JNC, les joventuts convergents, va ser militant de Convergència Democràtica de Catalunya i del Partit Demòcrata Europeu Català.
Actualment és el secretari general adjunt de la Fundació Escola Cristiana de Catalunya, entitat que agrupa el conjunt de les escoles cristianes de Catalunya, que en l’actualitat està format per 395 escoles, en les quals s’eduquen 252.000 alumnes dels diferents nivells i etapes del sistema educatiu i atesos per 19.800 professors i 3.800 persones d’administració i serveis.
Cullell és llicenciat en Ciències Polítiques i de l'Administració per la Universitat de Barcelona, MBA per la BES La Salle - Manhattan College i màster en Direcció Pública EMPA per ESADE. També s'ha especialitzat en l'àmbit de la gestió pública i de la comunicació política amb diferents postgraus i màsters cursats a la Universitat de Barcelona, Universitat Autònoma de Barcelona i l'Institut de Ciències Polítiques i Socials. Ha cursat el programa "Vicens Vives - Lideratge i Compromís Cívic" d'ESADE. L'octubre del 2020 va rebre, per part dels Mossos d'Esquadra, la concessió d'una felicitació pública per haver evitat un atracament a una turista al centre de Barcelona.